# Аксёнов, Владимир Валерианович
Аксёнов, Владимир Валерианович (Валерьянович) (1 августа 1919, Покровск, Саратовская губерния, Российская Социалистическая Федеративная Советская Республика — 10 декабря 1998, Волгоград, Волгоградская область, Россия) — хозяйственный и государственный деятель. Директор Камышинского лакокрасочного завода «Победа». Председатель Камышинского городского исполнительного комитета Сталинградской области. Первый секретарь Камышинского горкома КПСС Волгоградской области. Организатор строительства и первый директор Волгоградского (Светлоярского) крупнейшего в мире комбината белково-витаминных концентратов. Участник Советско-финляндской и Великой Отечественной войн.

## Биография

### Ранние годы и учёба
Аксёнов Владимир Валерианович, родился 1 августа 1923 в Покровске Саратовской губернии в семье адвоката Валериана (Валерьяна) Михайловича Аксёнова и учительницы Клавдии Ивановны Аксёновой (в девичестве Живаева). В семье росла и его младшая сестра Лидия, в дальнейшем дирижёр, первый профессор хорового дирижирования Республики Молдова, Заслуженный деятель искусств.
После судебных процессов, которые адвокат Аксёнов в 20-х годах выиграл в судах Саратова, Казани, Самары и Москвы, и неудовлетворение этими судебными решениями некоторых представителей ОГПУ, семья была вынуждена переехать в город Бальцер (с 1942 года — Красноармейск).
Владимир рос сильным, неутомимым, упорным и любознательным, в школе числился одним из лучших учеников и помимо основной программы охотно посещал внеклассные занятия по литературе, истории, музыке, химии и конечно спорту. Уже в школьные годы Володя Аксёнов славился в городе спортивными успехами и особенно в лыжных гонках. После окончания школы поступил на химический факультет Саратовского государственного университета им. Н. Г. Чернышевского.

### Советско-финляндская и Великая отечественная войны
Проучился всего несколько лет, как началась Советско-финляндская война (1939—1940) и он был послан 1-го января 1940 года рядовым красноармейцем в распоряжение лыжного подразделения Северо-Западного фронта, а затем в начале марта откомандирован в подвижную авиационную ремонтную мастерскую действующей армии (ПАвиаРМ). По окончании войны вернулся в аудитории саратовского Университета, но через год, 22 июня 1941 года произошло внезапное нападение Германии на Советский Союз и уже 23 июня, он добровольцем явился в Киевский РВК, города Саратова и был отправлен младшим техником-лейтенантом в действующую армию в распоряжение подвижной авиационной ремонтной мастерской. Сражался с врагом в ПАвиаРМ № 39, а с 1944 года в ПАвиаРМ № 824 8 Воздушной Армии 4 Украинского Фронта. Войну закончил в Праге в звании капитана. Был награждён боевыми орденами и медалями. 16 октября 1946 его демобилизовали, и он вернулся к занятиям в Саратовском университете.

### Карьера после войны
В 1947 году получив диплом химика и собирался продолжить обучение в аспирантуре, но его послали на работу в город Камышин Сталинградской области инженером на лакокрасочный завод «Победа».
Проработав год, неожиданно был вызван в райком партии и ему сообщили, что требуются молодые, энергичные кадры, способные преодолеть последствия разрушенного войной сельского хозяйства и голода и его направили в распоряжение Камышинского районного исполнительного комитета Сталинградской области. Основная специализация Камышинского района — сельское хозяйство, но район расположен в зоне неустойчивого земледелия и восстановление продвигалось слишком медленно, к тому же и распределение ресурсов шло в первую очередь на вооружение и промышленный сектор, а не в сельскохозяйственный, что не способствовало скорейшему решению проблемы. В. В. Аксёнову, совместно c руководителями сельских предприятий (которых катастрофически не хватало), в тяжелейших условиях после военной разрухи, пришлось организовывать и создавать условия для выполнения главной задачи в борьбе с голодом — наращивать производство и увеличивать снабжение продуктами питания население. Большое внимание он уделяет появлению новых приусадебных участков колхозников, а также и горожан, что шло вразрез с компанией партии по борьбе с нарушениями Устава сельскохозяйственной артели. Эти действия вызвали опасение вышестоящего начальства и привело к недовольству и выговору. В результате, В. В. Аксёнова возвращают на работу в Камышинский лакокрасочный завод «Победа», но вскоре назначают директором
После смерти Сталина его избирают депутатом Камышинского городского Совета депутатов трудящихся и утверждают в должности председателя Камышинского городского исполнительного комитета Сталинградской области, а в 1962 году, учитывая опыт работы, профессиональные и личные качества, его избирают первым секретарём Камышинского горкома КПСС Волгоградской области.
При его деятельном участии были построены и пущены в эксплуатацию крупнейшие предприятия — Камышинский крановый завод, Камышинский хлебокомбинат, Камышинский хлопчатобумажный комбинат, Камышинский завод слесарно-монтажного инструмента (КЗ «СМИ»), Камышинская ТЭЦ, пристань-причал на реке Камышинка и многие др. Возникли новые Микрорайоны, в городе начал действовать регулярный автобусный транспорт, был построен Бородинский мост через реку Камышинку, соединивший старый и новый город. С середины 50-х годов до конца 60-х, по его инициативе произошло масштабное озеленение города, в котором добровольно приняло участие десятки тысяч горожан. Много сил и энергии приложил В. В. Аксёнов, чтоб убедить вышестоящее начальство, создавать предприятия с преимущественно женским и мужским трудом, что дало бы сбалансированное соотношение мужчин и женщин в структуре населения. В результате большое количество новых жителей, особенно молодёжи, приехало в город и активно включилось в работу. Количество населения увеличилось вдвое и достигло почти 100 тысяч.
В городе улучшились системы здравоохранения, образования, культуры. Увеличилось количество школ, муниципальных лечебно-профилактических учреждений. Был построен стадион, набережная вдоль реки Волги. Открылись кинотеатры «Победа» и «Дружба», Дворец культуры «Текстильщик», Музыкальное училище, Центр проведения культурно массовых и зрелищных мероприятий, Учебно-консультационный пункт Волгоградского политехнического института, который со временем превратился в Камышинский технологический институт. Был создан Камышинский историко-краеведческий музей и Аксёнов стал инициатором передачи музею великолепного дворца в стиле русского барокко, в котором со дня постройки в 1901 году размещались кабинеты всех высших чиновников города, а в советское время — горком партии, горисполком и райисполком..
12 июля 1965 Камышин посетил Председатель Совета министров СССР А. Н. Косыгин, который высоко оценил деятельность руководителя города и предложил ему возглавить одно из министерств. Но Аксёнов, сославшись на незаконченность ряда важных программ, запущенных в Камышине, отказался. А необходимо было, помимо других дел, переоборудовать очень успешный в СССР Камышинский завод лакокрасочных изделий «Победа», который был построен в 1938 году и в настоящее время нуждался в реконструкции, так как стал распространять на большую часть старого города едкий запах и отравлять жизнь людей. В течение многих лет Аксёнов прилагал огромные усилия, чтоб реконструировать и модернизировать предприятие, но министерство химической промышленности СССР не находило денег, требовал закрытия завода, но получал выговоры, писал докладные, но в ответ приходили обещания, что вопрос изучается.
После очередного недовольства министерства химической промышленности СССР и обкома партии в 1969 году Аксёнова убирают из города и назначают на пост директора строительства крупнейшего в мире завода по производству белково-витаминных концентратов в поселке Светлый Яр Волгоградской области. Стране крайне важна была и необходима продукция завода, так как опыты показали, что добавка белково-витаминных концентратов в корм коров повышал суточные надои на 3—4 литра, а использование их при откорме скота позволяло резко увеличить привесы. Строительство было объявлено Всесоюзной ударной комсомольской стройкой. В посёлок Светлый Яр потянулись тысячи молодых людей и директору пришлось решать, помимо основной задачи возведения завода, и такие неотложные дела, как создание жилья для молодых рабочих, налаживание их быта, организация досуга.
В 1971 году стройка предприятия в рекордные сроки была завершена и директор строительства В. В. Аксёнов был назначен первым директором Светлоярского завода белково-витаминных концентратов.
Не забыл директор Светлоярского завода и о камышинском заводе лакокрасочных изделий «Победа» и продолжил свою борьбу, при поддержке новых руководителей города, за чистый воздух для камышан. И в конце концов все усилия привели к тому, что в 1974 году завод ликвидировали и взорвали.

### Болезнь и смерть
В 1976 году здоровье Владимира Валериановича Аксёнова, в результате боевых ранений, самоотверженного труда, а также обнаруженной врачами лейкемии резко ухудшилось. В том же году, по настоянию врачей он вышел на пенсию, поселился в маленькой двухкомнатной квартире в Волгограде, но ещё на многие годы остался постоянным консультантом завода и защитником экономических, социальных и культурных прав граждан.
Аксёнов Владимир Валерианович скончался 10 декабря 1998. Похоронен в Волгограде на Нововорошиловском кладбище..

## Семья
Отец — Аксёнов Валериан (Валерьян) Михайлович (1 июня 1894, Казань, Казанская губерния, Российская империя — 26 января 1980, Кишинёв, МССР, СССР). Адвокат. Окончил Реальное училище и работал в селе Моршанка заведующим библиотекой-читальней и преподавал в школе. В 1914 году был направлен Земской управой Новоузенского уезда Самарской губернии, за счет земства на учёбу на академическое отделение Московского городского народного университета А. Л. Шанявского. После учёбы работал следователем, судьёй, адвокатом. А в 1919 году был послан уполномоченным по борьбе с бандитизмом в Автономную область немцев Поволжья, где также работал и в системе народного просвещения. В начале 30 годов, после ряда резонансных судебных процессов, которые он, как адвокат, выиграл и недовольство этими судебными решениями отдельных представителей ОГПУ, его вынудили переехать в город Бальцер, где заведовал юридической консультацией, вплоть до выхода на пенсию в 1954 году.
Его родителями были: Михаил Егорович Аксёнов (17 октября 1864 — сентябрь 1918). Окончил юридический факультет Императорского Казанского университета, почётный гражданин, сторонник либерального направления народничества. В сентябре 1918 года, спасая гимназистов, активно помогавших Белой Армии, переправляя их через Волгу, погиб от бомбёжки Красной Армии и Лидия Виссарионовна Аксёнова (1866 — 3 декабря 1897) из семьи участников польских восстаний, которые были сосланы в Сибирь и называвшие себя «Сыбираки».
Мать — Аксёнова Клавдия Ивановна (урождённая Живаева) (31 декабря 1892, село Черкасское (Саратовская область), Вольский район, Саратовская губерния, Российская империя — 14 июня 1967, Камышин, Волгоградская область, РСФСР, СССР), из крестьян, закончила женскую школу. После 1917 года окончила краткосрочные педагогические курсы, а затем педагогический институт Саратовского государственного университета. Преподавала русский язык и литературу в школах города Энгельса, а затем в школе № 5 г. Красноармейска, была организатором и режиссёром школьных театральных спектаклей, которые пользовались успехом у местных зрителей. За выдающиеся успехи в деле школьного образования награждена орденом Ленина. После выхода на пенсию и переезда с мужем в город Камышин, стала одной из активных участников создания Камышинского историко-краеведческого музея.
Жена — Поликарпова Галина Михайловна (22 июня 1923, село Верхнее Турово, Нижнедевицкий район, Воронежская область, РСФСР — 4 августа 2002, Волгоград, Волгоградская область, Россия), химик, выпускница химического факультета Саратовского государственного университета им. Н. Г. Чернышевского. После окончания университета и до ухода на пенсию работала инженером, а затем главным инженером Камышинского лакокрасочного завода «Победа». Награждена орденом «Знак почёта» и медалями.
Дети — Ермакова Наталья Владимировна (26 ноября 1946, Камышин, Волгоградская область, РСФСР, СССР — 8 декабря 2024, Москва), педагог, кандидат филологических наук.

Аксёнов Евгений Владимирович (30 июля 1948, Камышин, Волгоградская область, РСФСР, СССР — 26 марта 2017, Ахтубинск, Астраханская область, Россия), майор вооружённых сил.

## Награды
- Орден Отечественной войны II степени[24]
- Орден Красной Звезды (1945)[25]
- Медаль «За победу над Германией в Великой Отечественной войне 1941—1945 гг.»
- Орден Трудового Красного Знамени
- Орден «Знак Почёта» и др.